# عضلة كعبرية قصيرة باسطة للرسغ
العضلة الكعبرية القصيرة الباسطة للرسغ (بالإنجليزية: Extensor carpi radialis brevis muscle)‏ هي في علم تشريح الإنسان، أحد عضلات الطرف العلوي، وهي تعمل على مدّ و تبعيد (بالإنجليزية: Abduction)‏ رسغ اليد. هي أقصر وأكثر سُمكاً من العضلة الكعبرية الطويلة الباسطة للرسغ والتي توجد فوق الطرف البعيد للعضلة الكعبرية القصيرة الباسطة للرسغ.

## صور إضافية

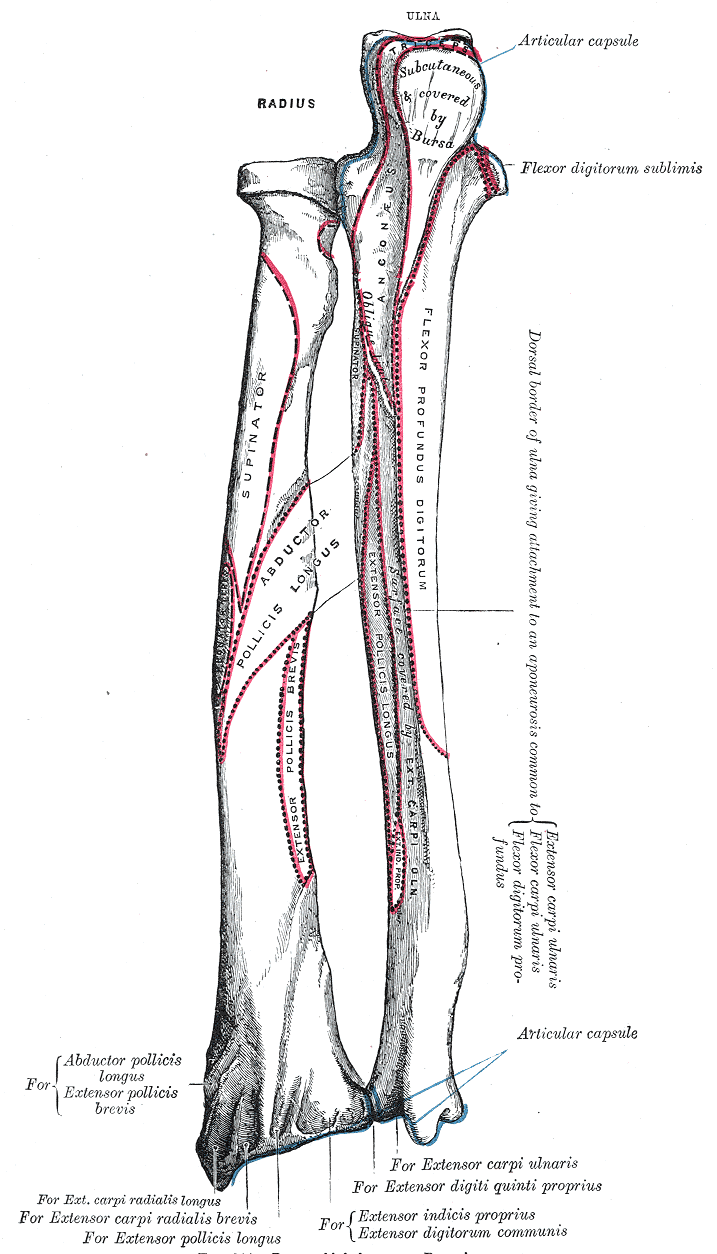
عظام الساعد الأيسر. الجانب الخلفي.
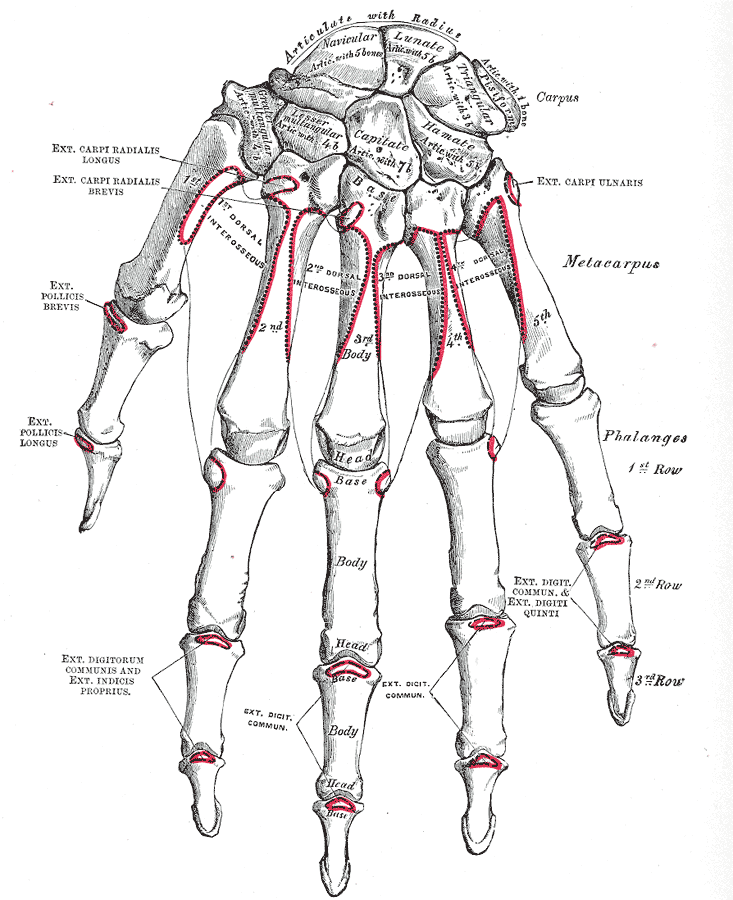
عظام اليد اليسرى. السطح الظهري.
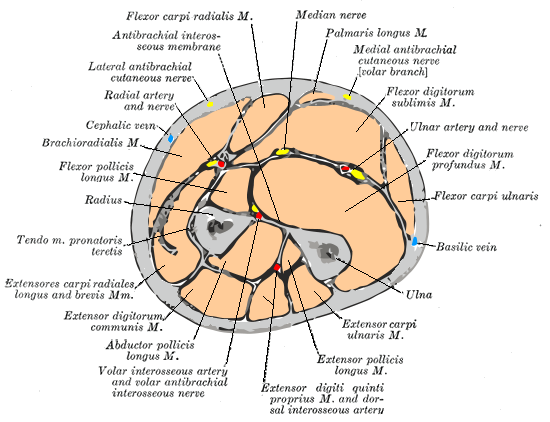
مقطع عرضي خلال منتصف الساعد.
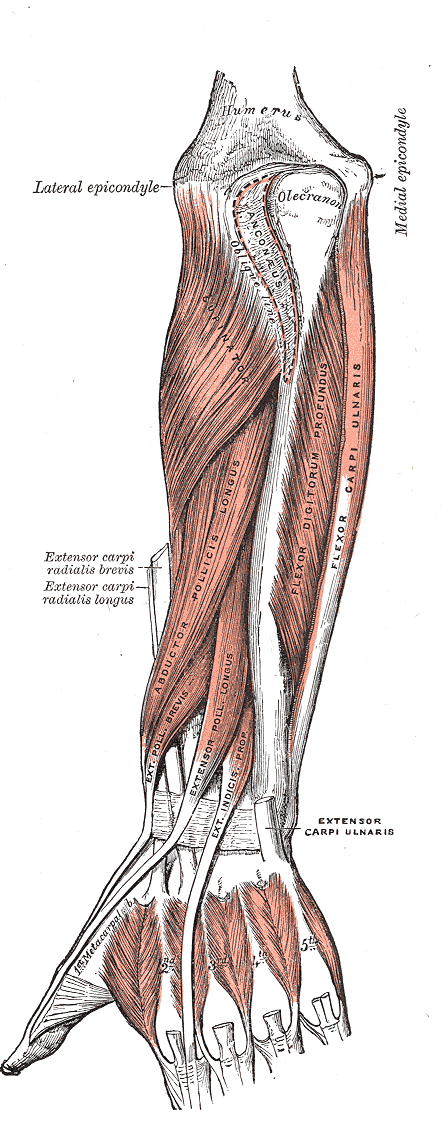
السطح الخلفي للساعد. العضلات العميقة.
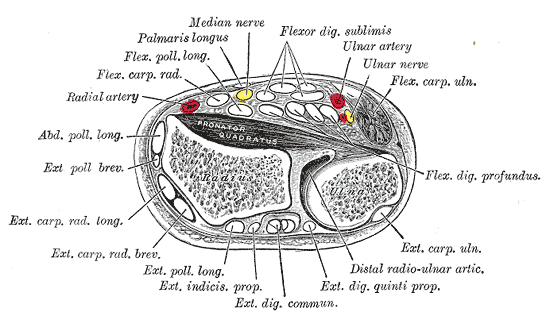
قطاع مستعرض خلال الطرف البعيد لعظم الكعبرة و عظم الزند.
قطاع مستعرض خلال رسغ اليد والأصابع.
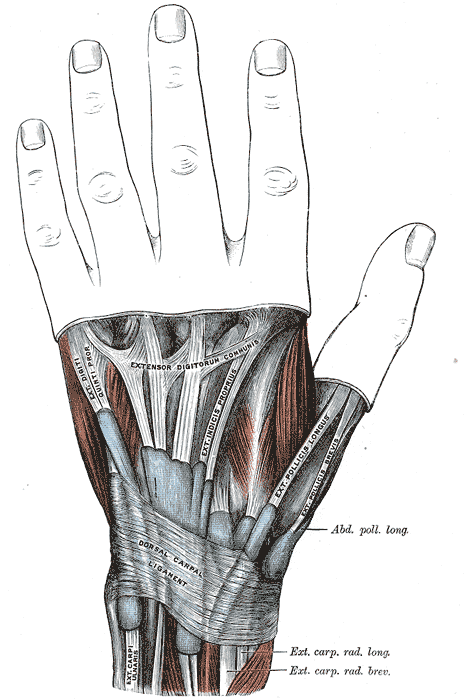
الأغماد المخاطية للأوتار على الجزء الخلفي من رسغ اليد.
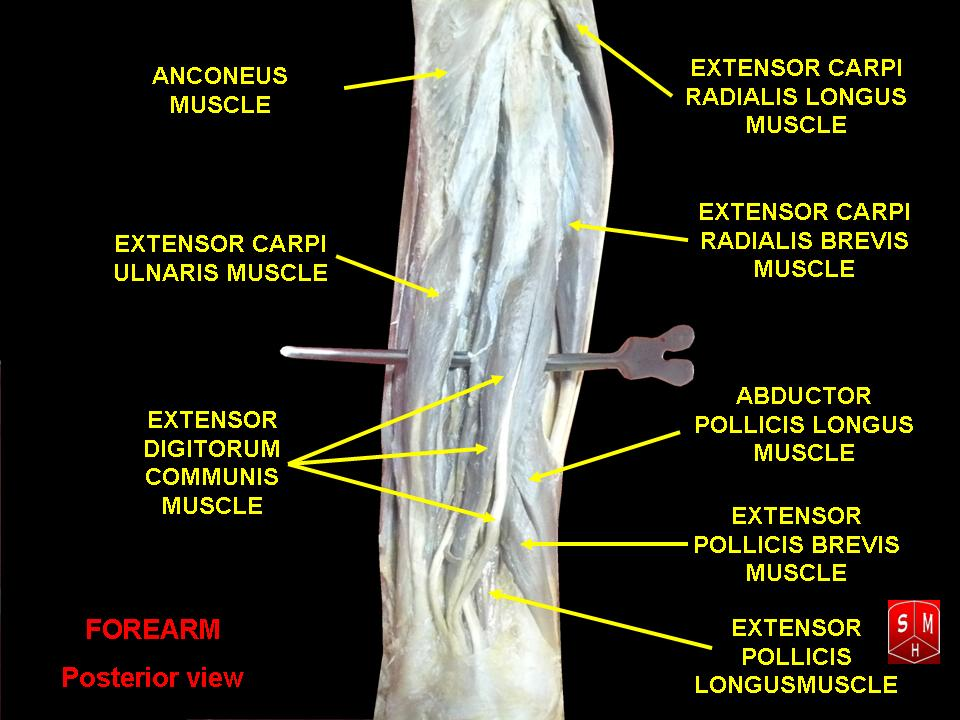
العضلة الكعبرية القصيرة الباسطة للرسغ.
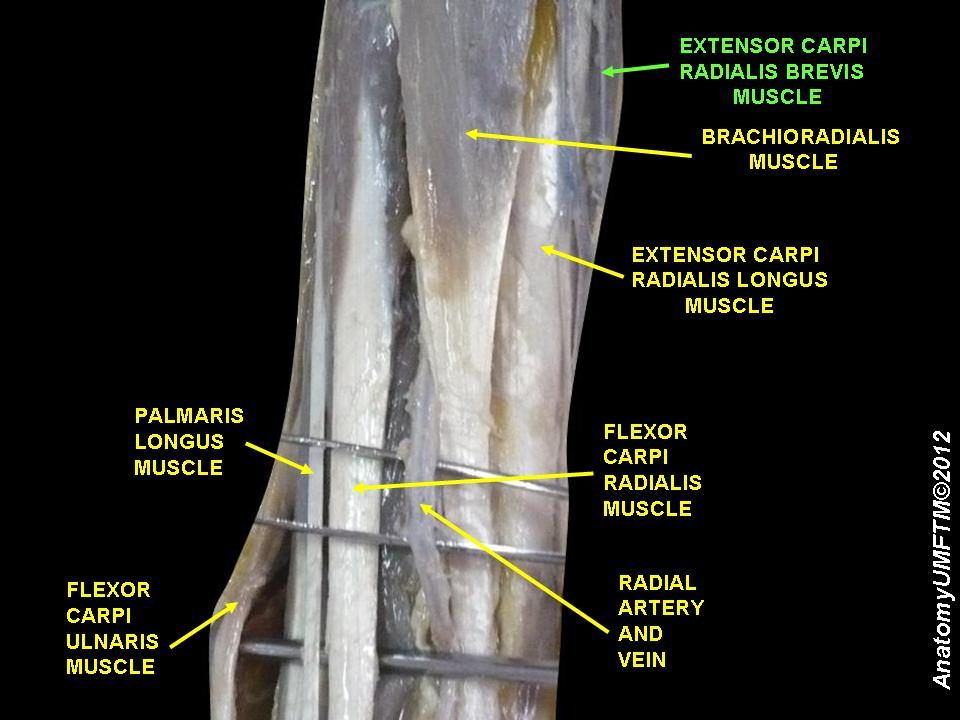
العضلة الكعبرية القصيرة الباسطة للرسغ.
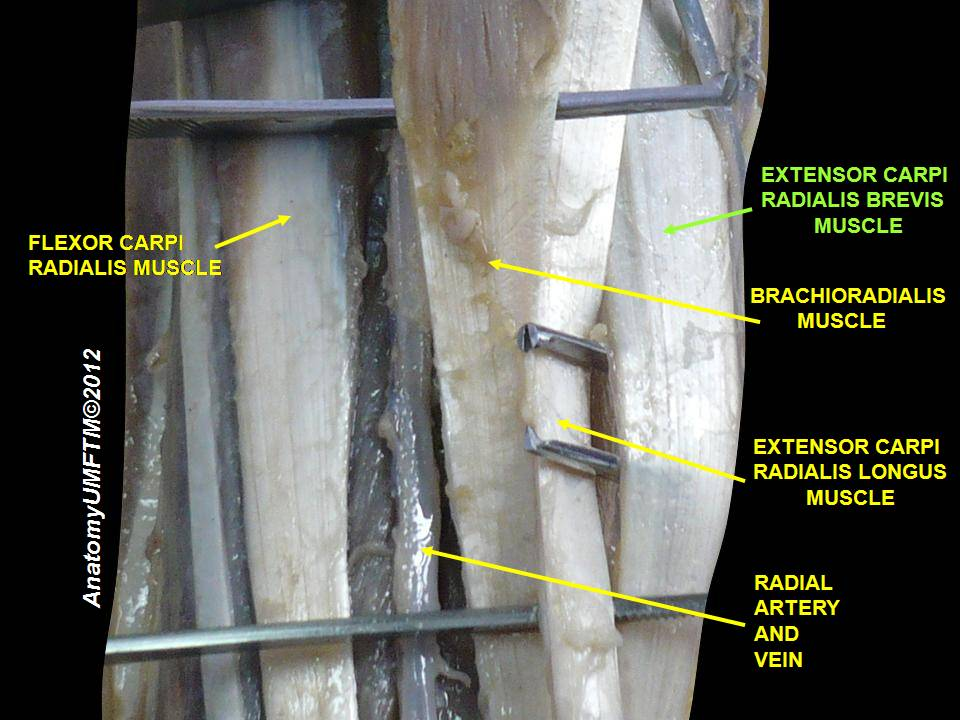
العضلة الكعبرية القصيرة الباسطة للرسغ.
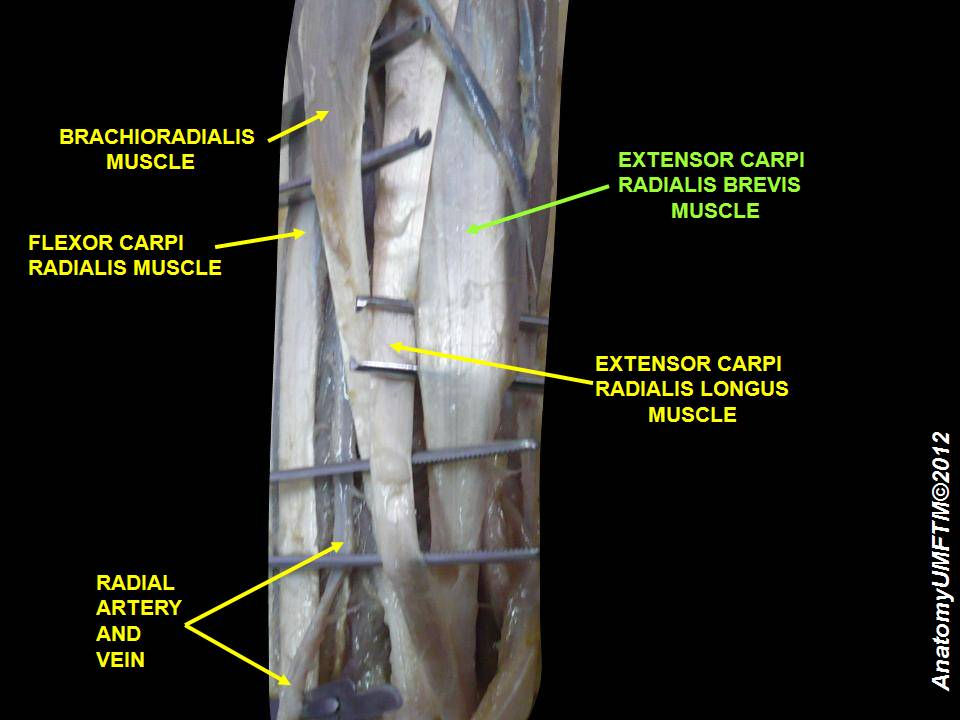
العضلة الكعبرية القصيرة الباسطة للرسغ.
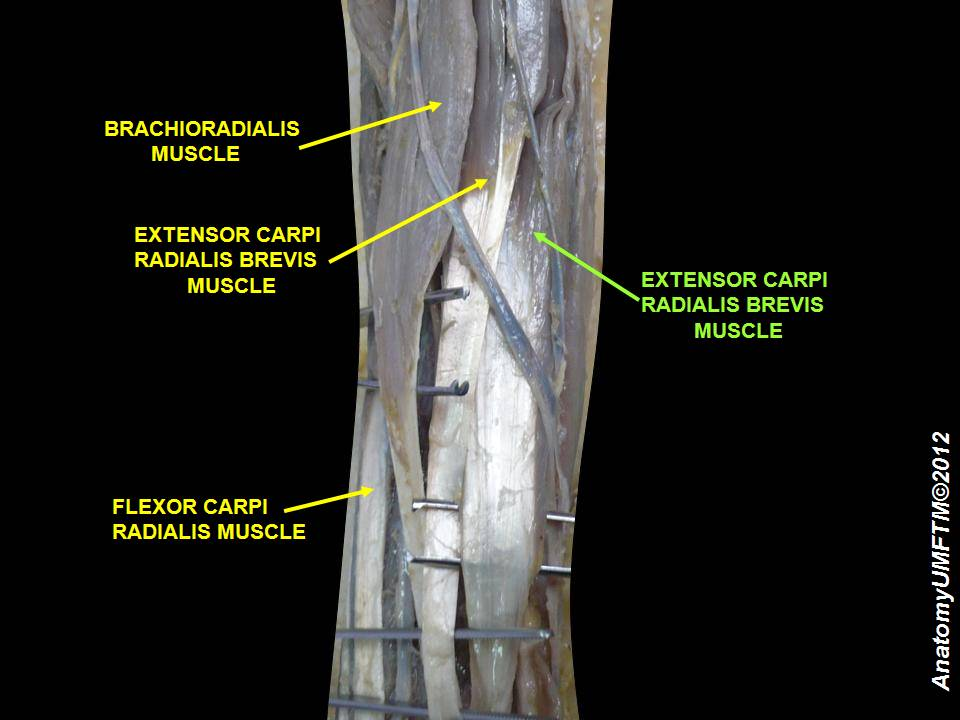
العضلة الكعبرية القصيرة الباسطة للرسغ.